# Cinematographinnen
Cinematographinnen – Women Cinematographers Network e. V. ist der erste Zusammenschluss bildgestaltender Kamerafrauen (oder auch: Bildgestalterinnen) aus dem deutschsprachigen Raum (DACH-Region). Als überregionales Berufsnetzwerk mit mehr als 100 Mitgliedern erfüllt es viele Funktionen eines Berufsverbands. Die Mitglieder des Netzwerkes arbeiten national und international in den Bereichen Spielfilm, Dokumentarfilm, Werbung und Musikvideo.
Das Netzwerk engagiert sich unter anderem „für Gleichberechtigung, Diversität und Inklusion in der Filmbranche“. Konkret wird von dem Netzwerk unter anderem der Gender-Pay-Gap bei Kameraleuten kritisiert, der bis zu 40 % betragen kann.

## Geschichte
Auf Initiative von Birgit Guðjónsdóttir wurde die Vereinigung zunächst unter dem Namen CinematographersXX Germany (CXXG) gegründet. Dieser Name war eine Anlehnung an die Berufsvereinigung CinematographersXX in den USA, mit der Kontakte bestanden und bestehen. Der Berufsverband Kinematografie (BVK), dem Birgit Guðjónsdóttir ebenfalls angehört, begrüßte im Rahmen der Mitgliederversammlung im Januar 2018 die Gründung. Zwei Mitglieder von CXXG, Dixie Schmiedle und Julia Schlingmann, wurden in den siebenköpfigen Vorstand des BVK gewählt. In der Bildgestaltung waren 2018 gut 25 Prozent Frauen tätig. Noch im ersten Halbjahr 2018 wurde der Name auf Cinematographinnen – Women Cinematographers Network geändert. Am 23. April 2020 wurde die Vereinigung unter diesem Namen als eingetragener Verein beim Amtsgericht Charlottenburg (Berlin) registriert.
Im Rahmen der Gala zum Deutschen Schauspielpreis 2018 erhielt Birgit Guðjónsdóttir eine Hälfte des Sonderpreises „Starker Einsatz“, der von ver.di und dem Bundesverband Schauspiel gemeinsam vergeben wird. Laut Laudatio von Jasmin Tabatabai habe sie mit der Website cinematographinnen.net das größte existierende Netzwerk für Kamerafrauen und damit einen Raum geschaffen, wo diese „sich vernetzen und sichtbar machen“. Die andere Hälfte ging an die Regisseurin Barbara Rohm, für ihr Engagement im Rahmen von ProQuote Film und den Aufbau von Themis.
Von 62 Mitgliedern der CXXG Anfang 2018 wuchs die Vereinigung nach eigenen Angaben auf an die 130 Mitglieder Anfang 2024. Auf der Website namentlich genannt werden zum Stand 17. Dezember 2024 insgesamt 102. Davon gehören 66 der Kategorie Member an, die mindestens fünf Jahre Berufserfahrung voraussetzt. 36 sind sogenannte Rising Member am Anfang ihrer Berufslaufbahn.

## Aktivitäten
Auf Betreiben der Cinematographinnen wurde die größte deutsche Fachzeitschrift ab Januar 2018 von vormals Film & TV Kameramann zu Film & TV Kamera umbenannt.
Das Netzwerk kooperiert mit ProQuote Film und ist Mitglied der Initiative Fair Film, ein Zusammenschluss von über 30 Berufsverbänden, Institutionen und Initiativen der deutschen Filmbranche, der sich für soziale Nachhaltigkeit und faire Arbeitsbedingungen in der Filmbranche einsetzt.
Neben Branchentreffen ist der Verband auch regelmäßig auf Filmfestivals vertreten (Berlinale, Internationales Frauenfilmfestival Dortmund I Köln, Filmfest München, Filmfestival achtung berlin), um über die ungleichen beruflichen Bedingungen aufzuklären.
Um auf gesellschaftliche Ungleichheiten im Kamerabereich aufzuzeigen, die von erheblicher Tragweite sind, ist das Netzwerk auch immer wieder mit Informationskampagnen in den sozialen Medien aktiv – etwa anlässlich der Verleihung des deutschen Kamerapreis 2024, bei der keine einzige weibliche Kameraperson bei den insgesamt 30 Nominierungen für insgesamt 7 Preis-Kategorien berücksichtigt wurde. Aufgrund der Kritik, der sich unter anderem auch Jurymitglieder des Kamerapreises angeschlossen hatten, reagierte der Deutsche Kamerapreis mit einer Einladung zu einem konstruktiven Gespräch.

## Mitglieder
Die Liste ist alphabetisch sortiert und erhebt keinen Anspruch auf Vollständigkeit.
- Isabelle Casez
- Yoliswa von Dallwitz
- Julia Daschner
- Eeva Fleig
- Ute Freund
- Birgit Guðjónsdóttir
- Bella Halben
- Julia Jalnasow
- Judith Kaufmann
- Lotta Kilian
- Daniela Knapp
- Leena Koppe
- Lena Katharina Krause
- Christine A. Maier
- Sophie Maintigneux
- Jana Marsik
- Anne Misselwitz
- Sabine Panossian
- Monika Plura
- Jutta Pohlmann
- Sonja Rom
- Susanne Schüle
- Leah Striker
- Eva Testor
- Ines Thomsen